# Ctenus kipatimus
Ctenus kipatimus là một loài nhện trong họ Ctenidae.
Loài này thuộc chi Ctenus. Ctenus kipatimus được Pierre L. G. Benoit miêu tả năm 1981.